# Body-on-chip
Body-on-chip (alternativně human-on-a-chip) je mikro-fyziologický systém (MPS) navržený pro emulaci fyziologických reakcí lidského organismu na léčiva a chemické látky. Pro tento účel je potřeba emulovat jak jednotlivé orgány (organ-on-a-chip), tak jejich vzájemné provázání. Takto navržený MPS má potenciál zachytit nejen efektivitu léčiva, ale i případnou toxicitu v ostatních orgánech a celkový vliv na metabolismus. Současné využití se nachází převážně v oblasti vývoje a testování léčiv, avšak emulace lidského metabolismu má potencionálně velké využití také v chemickém, potravinářském či kosmetickém průmyslu. 

## Organ-on-a-chip
Základem body-on-chip systému, je emulace konkrétních orgánů tzv. organ-on-a-chip (OOC). Od jejich prvotního vývoje na počátku tisíciletí bylo vyvinuto nespočet různorodých OOC zařízení. Některé z těchto zařízení vykázaly značný úspěch v replikaci funkcí tkáně in vivo do míry, jíž nebylo možno dosáhnout pomocí tradičního modelu buněčných kultur.
OOC pracuje na bázi propojení buněčných kultur a mikro-tekutinového systému (z angl. microfluidics), poskytujícího přesnou kontrolu a manipulaci s tekutinami, které jsou geometricky koncipovány do velmi malého prostoru. V rámci čipu je integrována i tzv. lab-on-a-chip (LOC), do češtiny volně přeloženo jako laboratoř na čipu. LOC je zařízení, jenž integruje několik laboratorních funkcí do jednoho integrovaného obvodu. Je do velké míry zautomatizované a poskytuje High Throughput Screening. 
OOC umožňuje simulovat jak aktivitu daného orgánu, tak i jeho fyziologické odpovědi v rámci celého metabolismu. Konkrétními příklady jsou systémy brain-on-a-chip (emulace mozku), lung-on-a-chip (emulace plic), heart-on-a-chip (emulace srdce) a další.

## Nejnovější vývoj
BOC systémy se dělí dle způsobu kolování tekutiny v rámci čipu. Setkáváme se s platformami:
- statickými, bez cirkulace tekutin
- s omezenou cirkulací tekutin (single-pass),
- s plnou cirkulací zajištěnou mikropumpou
- s plnou cirkulací bez pomocné pumpy (např. využívající gravitačních sil).

I přes značné množství parenchymatických a bariérových tkání, začleněných do různých orgánových systémů, buňky s výskytem v krevním oběhu (např. cirkulující nádorové buňky tzv. CTC) se zřídka kdy objeví v mikro-tekutinovém modelu orgánů. Prozatím bylo začlenění demonstrováno pouze na single-pass perfuzních systémech. Při zakomponování CTC do mikro-tekutinového systému se v konkrétních případech podařilo modelovat metastazování do jednotlivých orgánech.
Časté uplatnění BOC se nachází při testování nadměrného množství léčiv. Je tedy klíčové, aby se docílilo co nejmenší adsorpce i absorpce léčiv a jejich metabolitů do materiálů, ze kterých je sestavena platforma čipu. V raném vývoji zařízení OOC bylo využíváno především elastomerových materiálů, jenž se i přes nízké náklady mnohdy potýkaly s nevýhodou, signifikantní absorpcí a adsorpcí hydrofobních léčiv. U nových a komplexních systémů je tento efekt minimalizován využitím biokompatibilních termoplastů, jako je např. polykarbonát, polystyrén nebo polymethylmethakrylát.
V současnosti však body-on-a-chip systémy nejsou schopny v dostatečném množství reprodukovat data s fyziologickou relevancí na lidský organismus a nedokáží plně substituovat in vivo modely testování.